# المزمور137

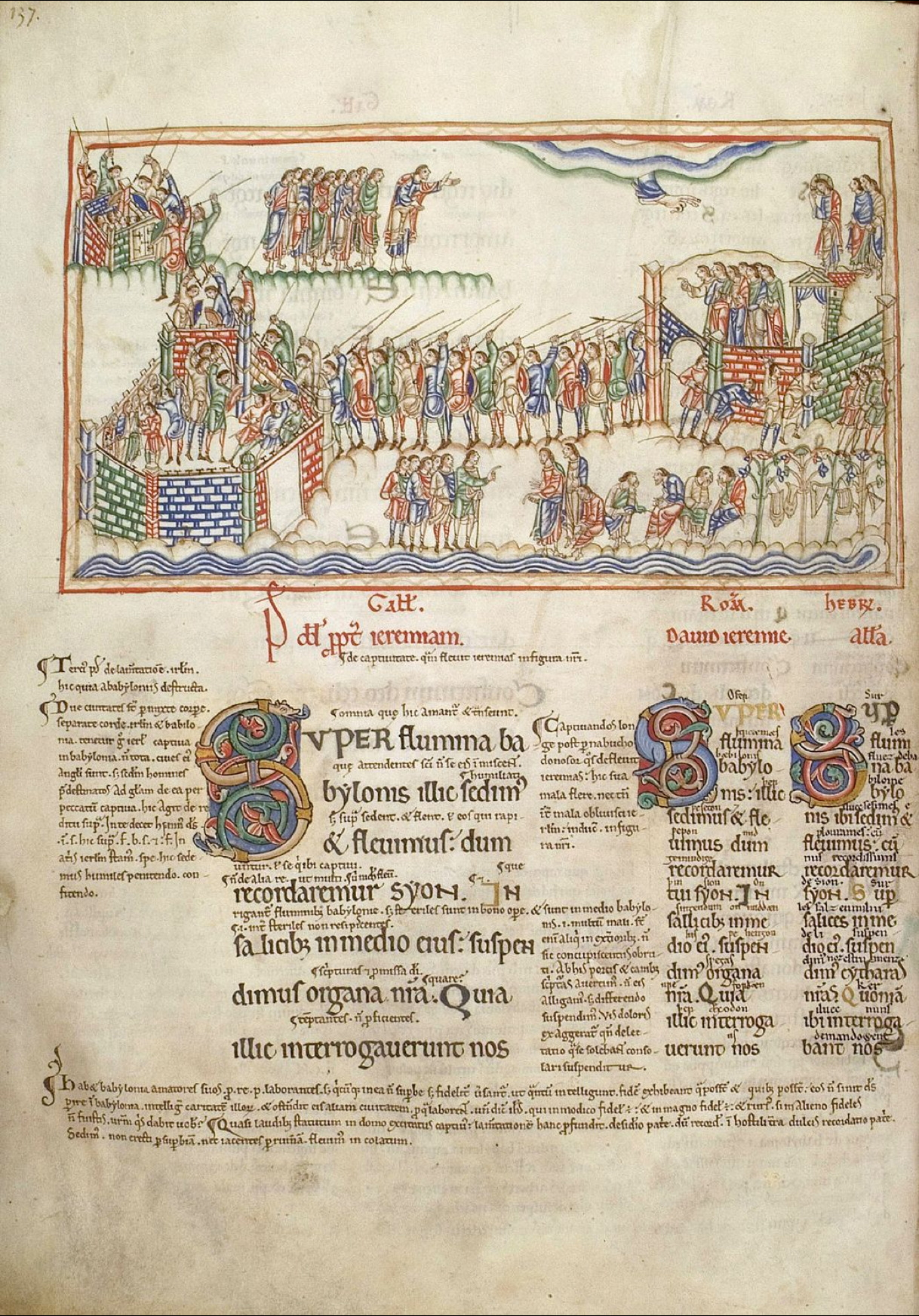
المزمور 137 في سفر مزامير Eadwine (القرن الثاني عشر)

المزمور 137، هو المزمور137 من كتاب المزامير، وبالتالي فهو مدروج في الكتاب المقدس العبري. في اللغة الإنجليزية تُعرف عمومًا باسم «بجانب أنهار بابل»، وهي الطريقة التي تُترجم بها كلماتها الأولى في نسخة الملك جيمس.ومن مزمور 136 في نظام ترقيم مختلف قليلا من اليونانية السبعينية واللاتينية للانجيل إصدارات الكتاب المقدس. عنوانها اللاتيني هو" Super flumina Babylonis ".
المزمور هو عباره عن رثاء جماعي عن السبي بعد السبي البابلي، والتوق إلى القدس.يعتبر المزمور جزءًا عاديًا من الطقوس اليهودية والشرقية الأرثوذكسية والكاثوليكية والإنجليكانية والبروتستانتية. تم تعيينها على الموسيقى في كثير من الأحيان، وتمت إعادة صياغتها في ترانيم.

## السياق والمحتوى

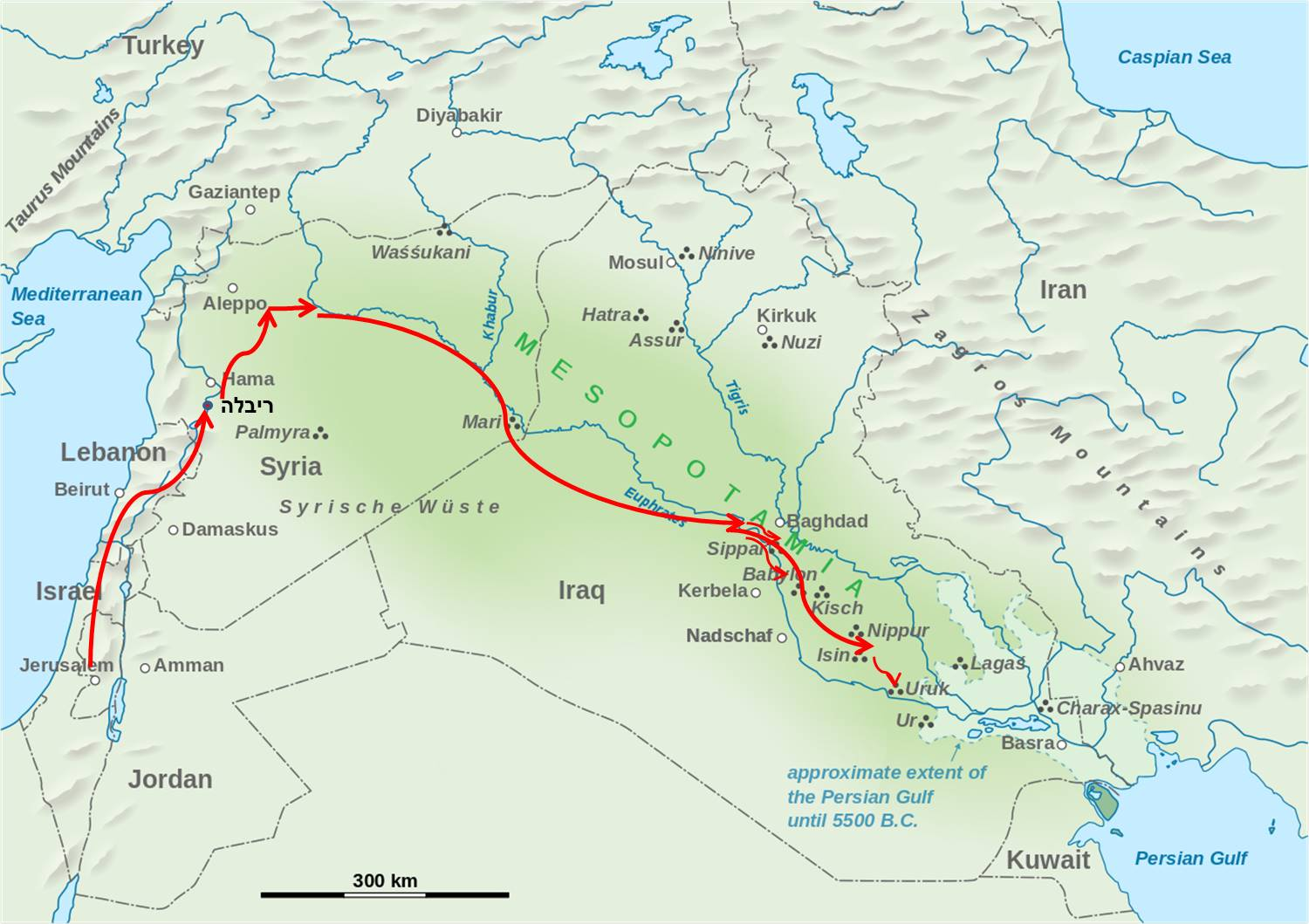
رحلة منفيين يهودا إلى بابل في العقود الأولى من القرن السادس مئة عام قبل الميلاد.

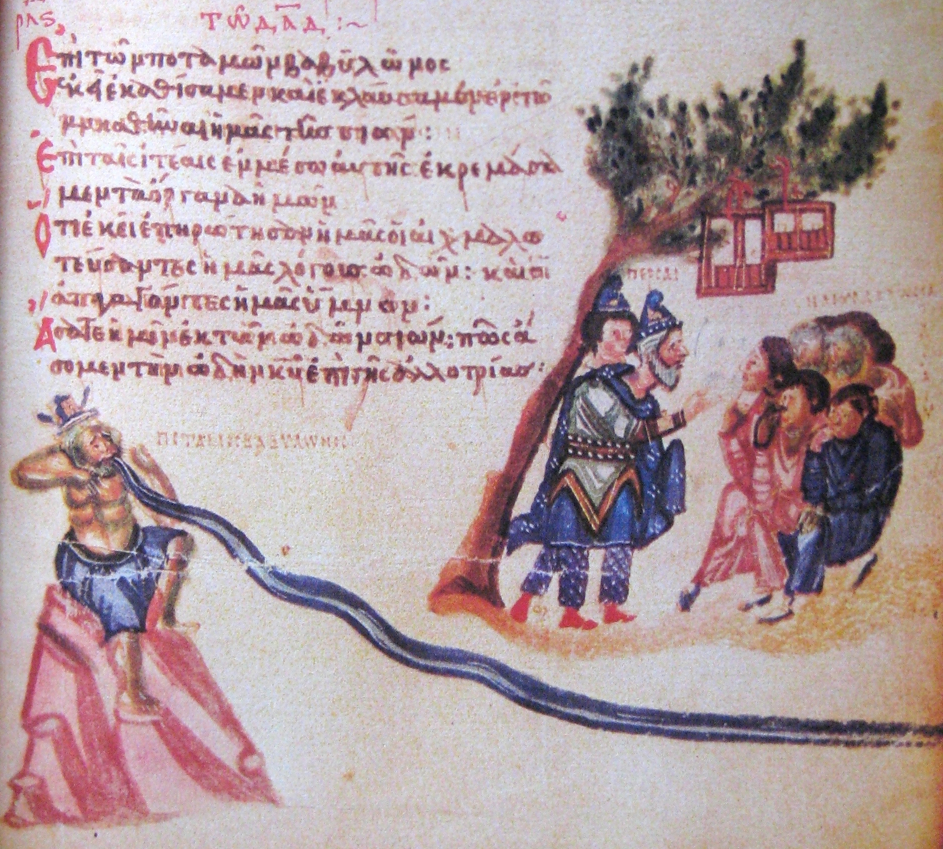
مزمور "على أنهار بابل" من سفر المزامير شودوف (القرن التاسع).

بعد نجاح نبوخذ نصر الثاني في حصار القدس عام 597 قبل الميلاد، والحملات اللاحقة، تم ترحيل سكان مملكة يهوذا إلى بابل، حيث تم أسرهم حتى وقت ما بعد سقوط بابل (539). قبل الميلاد).تتكون أنهار بابل من نهرالفرات وروافده ونهردجلة.
المزمور 137 هو ترنيمة تعبرعن أشواق الشعب اليهودي أثناء منفاه البابلي.في شكله الكامل المكون من تسع آيات، يعكس المزمورالتوق إلى القدس وكذلك الكراهية لأعداء المدينة المقدسة بصورعنيفة في بعض الأحيان.
نسبت المصادرالحاخامية القصيدة إلى النبي إرميا، وتحمل النسخة السبعينية للمزمور العنوان: «لداود بواسطة ارمياس، في السبي.» 

### الآيات 1-4
تصف الأسطر الأولى من المزمور حزن الإسرائيليين في المنفى، وهم يبكون ويعلقون القيثارة على الأشجار.وعندما طلبوا منهم «غناء ترنيمة الرب في أرض غريبة»، رفضوا.
| 00 1. | على أنهار بابل هناك جلسنا وبكينا عندما تذكرنا صهيون.                                         |
| 00 2. | علقنا قيثاراتنا على الصفصاف في وسطها.                                                        |
| 00 3. | هناك طلب منا الذين سبونا ترنيمة. وسألنا الذين أهلكونا فرحا قائلين رنموا لنا من ترانيم صهيون. |
| 00 4. | كيف نغني ترنيمة الرب في أرض غريبة؟                                                           |

### الآيات 5-6
في vv. 5-6يتحول المتكلم إلى عظة ذاتية لتذكر القدس:
| 00 5. | إن نسيتك يا أورشليم فلتنسى يدي اليمنى مكرها.                                       |
| 00 6. | إذا كنت لا أذكرك، فليتصق لساني بحنك فمي. إذا كنت لا أفضل القدس فوق فرحتي الرئيسية. |

### الآيات 7-9
ينتهي المزمور بتنبؤات نبوية بالانتقام العنيف.
| 00 7. | اذكر يا رب بني ادوم في يوم اورشليم. الذين قالوا: ((أره))، حتى أساسه. |
| 00 8. | يا بنت بابل يا من ستهلك. طوبى لمن يجازيك كما خدمتنا.                 |
| 00 9. | طوبى لمن يمسك أطفالك ويضربهم بالحجارة.                               |

## الاستخدامات

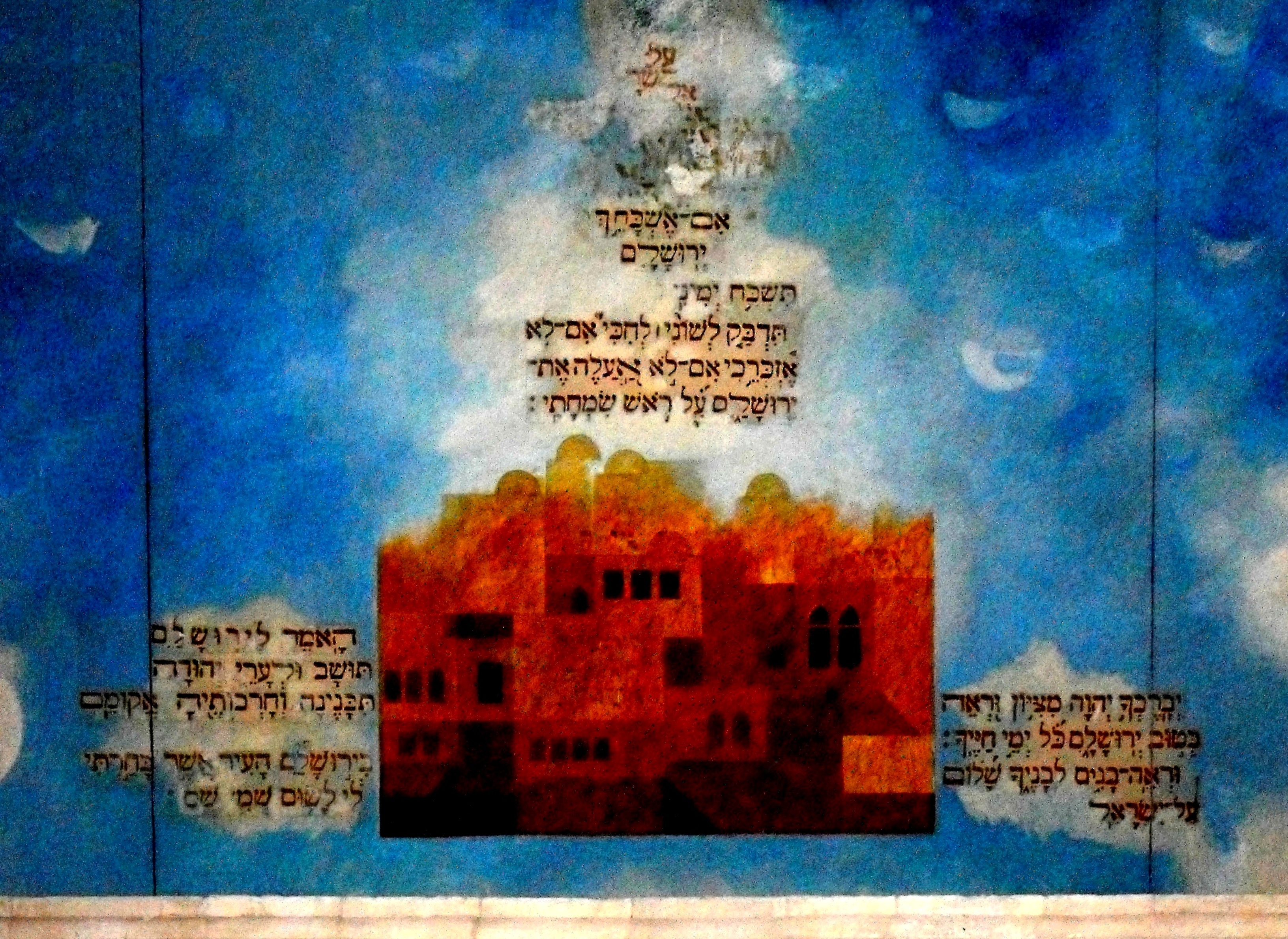
يوشانان بن زكاي لوحة حائط كنيس

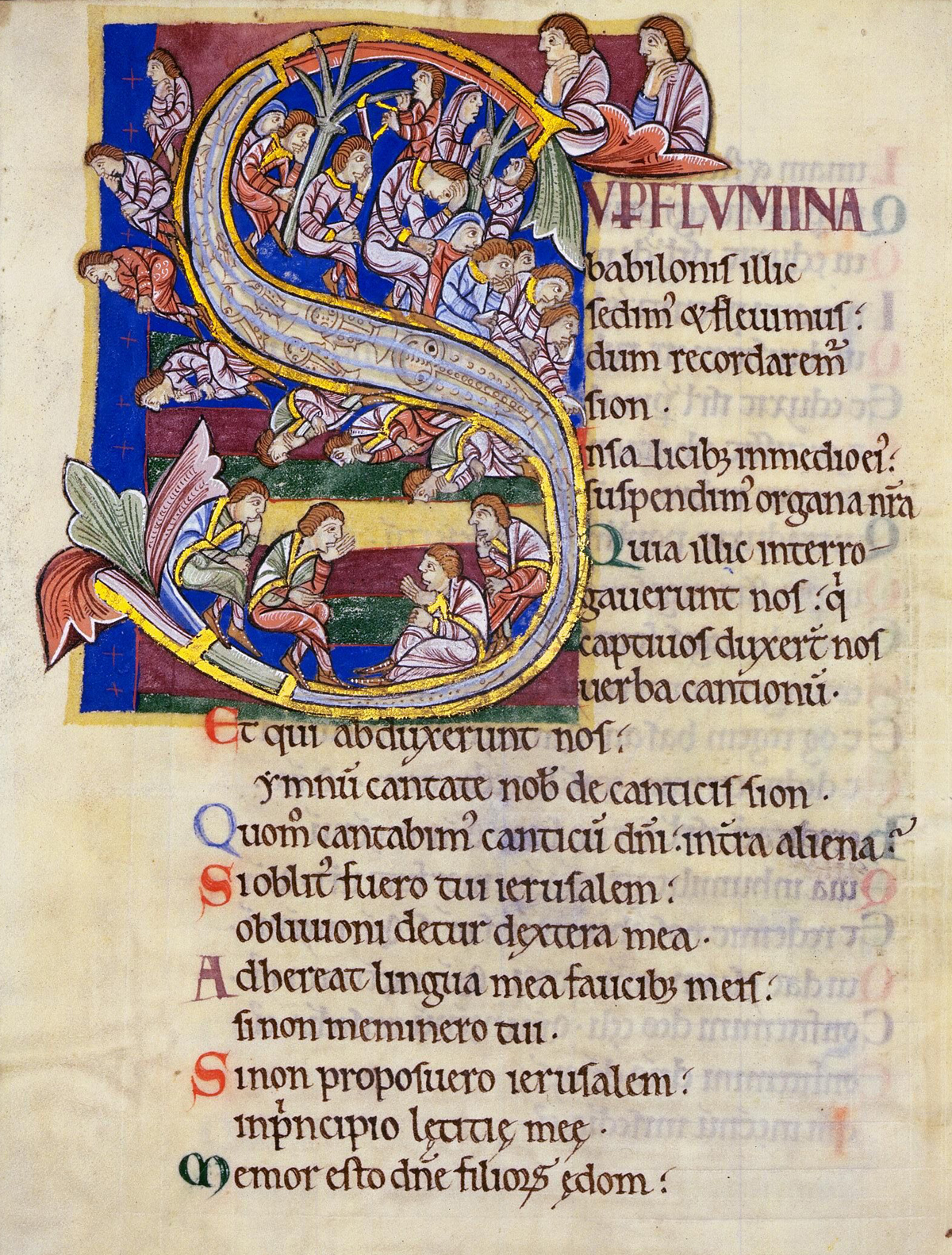
المزمور 137 (136) في سفر المزامير لسانت ألبانز ، القرن الثاني عشر

### اليهودية
يتم تلاوة المزمورعادة في Tisha B'Av من قبل البعض خلال الأيام التسعة التي سبقت Tisha B'Av، إحياء لذكرى تدمير المعابد في القدس.[بحاجة لمصدر]

يُقرأ المزمور137تقليديًا قبل بركة حمزون (غريس بعدالوجبات) في أحدأيام الأسبوع. ومع ذلك، في أيام السبت والأعياد اليهودية، وفي الوجبة الاحتفالية المصاحبة لحفل زفاف يهودي، بريت ميلا، أوبيديون هابين، يُقرأ المزمور 126 قبل بركة حمزة بدلاًمن ذلك.
عادة ما يقول العريس الآيتان 5 و6 في حفل زفاف يهودي قبل وقت قصير من كسر الزجاج كعمل رمزي للحزن على تدمير الهيكل.} تم العثور على الآية 7في تكرار عميدة على رأس السنة. 

المزمو137 يعتبرواحد من عشرة مزامير لتكون هكلالي لربّي نحمان من بريسلوف.

### المسيحية الشرقية
في الكنيسة الأرثوذكسية الشرقية، وتلك الكنائس الشرقية الكاثوليكية التي تستخدم البيزنطية شعيرة، مزمور137 (التي تعرف في الترجمة السبعينية الترقيم كما مزمور 136) هو جزء من التاسع عشرKathisma (تقسيم سفر المزامير)وقراءة في باكرصباح يوم الجمعة في جميع أنحاء السنة، ما عداخلال الأسبوع المشرق (الأسبوع الذي يلي عيد الفصح)عندما لا تتم قراءة المزامير على الإطلاق.[بحاجة لمصدر] خلال معظم الصوم الكبير يُقرأ في ماتينس يوم الخميس وفي الساعة الثالثة يوم الجمعة، ولكن خلال الأسبوع الخامس من الصوم الكبير يُقرأ في صلاة الغروب مساء الثلاثاء وفي الساعة الثالثة يوم الجمعة.[بحاجة لمصدر]

أيضا يُرتل هذا المزمور أيضًارسميًا في Matins (Orthros) بعدPolyeleos في أيام الأحدالثلاثة التي تسبق بداية الصوم الكبير. 

### المسيحية الغربية
بعد حكم القديس بنديكتوس عام (530 م)، تبنى كتاب الادعيه الروماني مزمور "Super flumina Babylonis" لصلاة الغروب يوم الأربعاء. في كتاب القداس الروماني، قبل إصلاحات الفاتيكان الثاني، كانت أول آية من المزمورهي المصلين في القداس يوم الأحدالعشرين بعدعيد العنصرة.
في اللوثرية، ارتبط ترنيمة شهيرة تستند إلى المزموربقراءة إنجيل يتنبأ فيها يسوع ويحزن على دمارأورشليم (Luke 19 : 41-48).
وبعدالمجمع الفاتيكاني الثاني، أزيلت الآيات الثلاثة الأخيرة من المزمورمن الكتب الليتورجية الكاثوليكية بسبب قسوتها التي يُنظرإليهاعلى أنها غيرمتوافقة مع رسالة الإنجيل. في ما بعد الفاتيكان الجزء الثاني من دورة الليتورجيا الجماعية الكاثوليكية الممتدة لثلاث سنوات، والمزمورهو جزء من خدمة يوم الأحد الأول، أي الأحدالرابع في الصوم الكبير، من الدورة «ب». 

وبالمثل، زال كتاب الصلاة للكنيسة الأنجليكانية بكندا هذه الآيات

## الترجمات والآيات والإعدادات

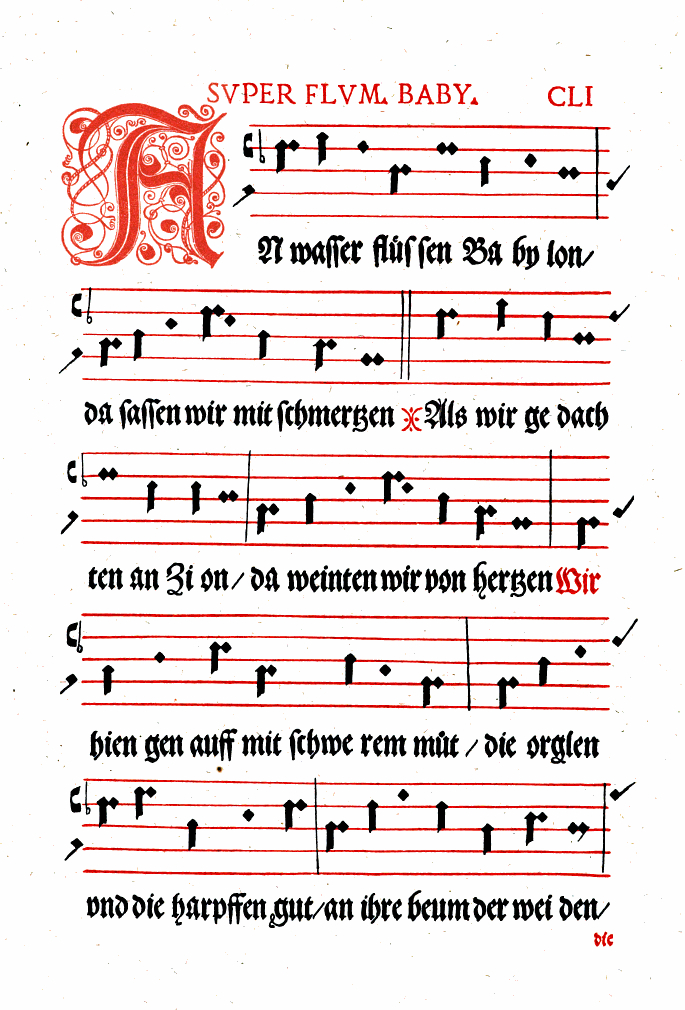
Dachstein's "An Wasserflüssen Babylon" في طبعة 1541 من Straßburger Gesangbuch (Strasbourg Hymnal)

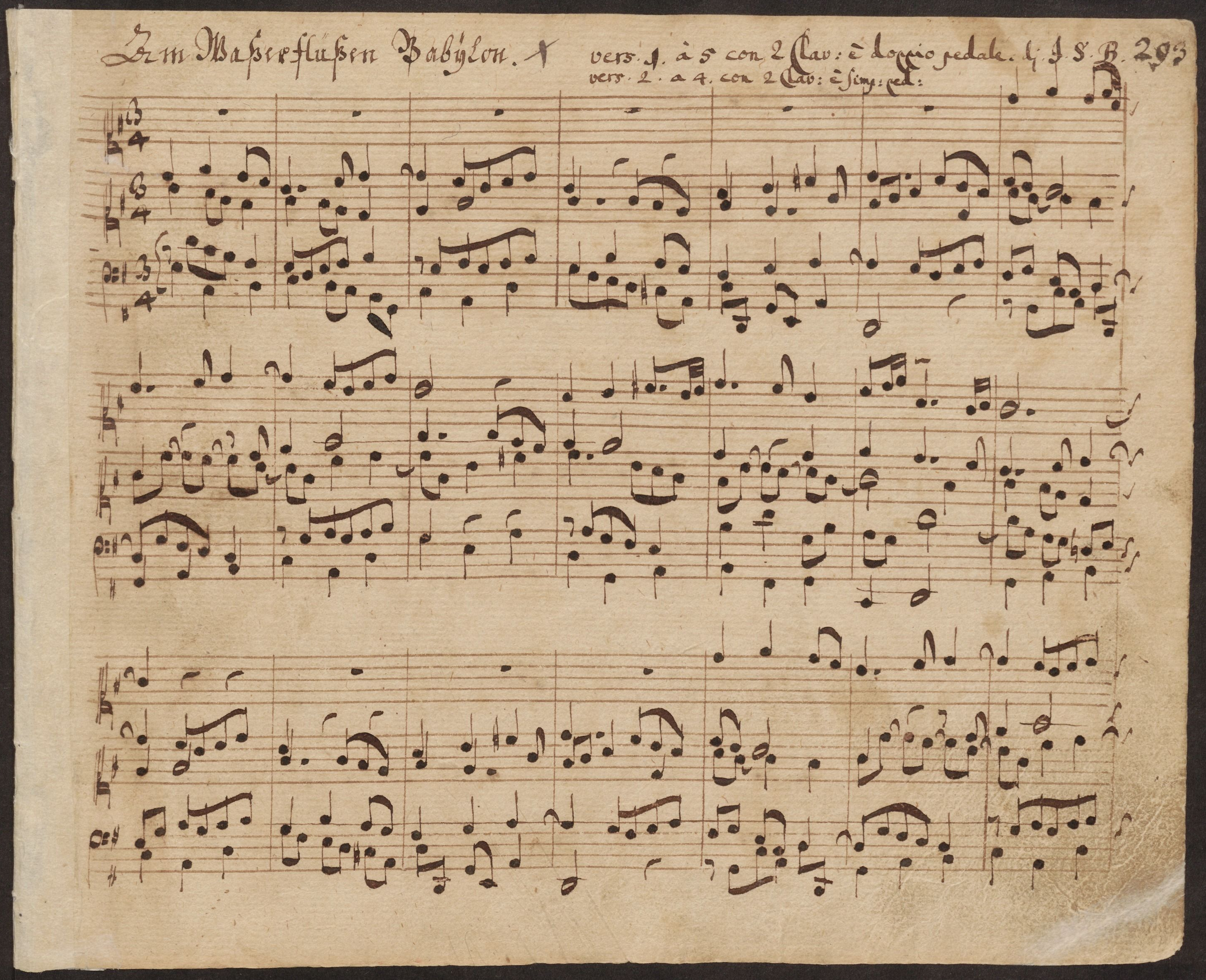
نسخة مبكرة من مقدمة كورال باخ An Wasserflüssen Babylon ، BWV 653

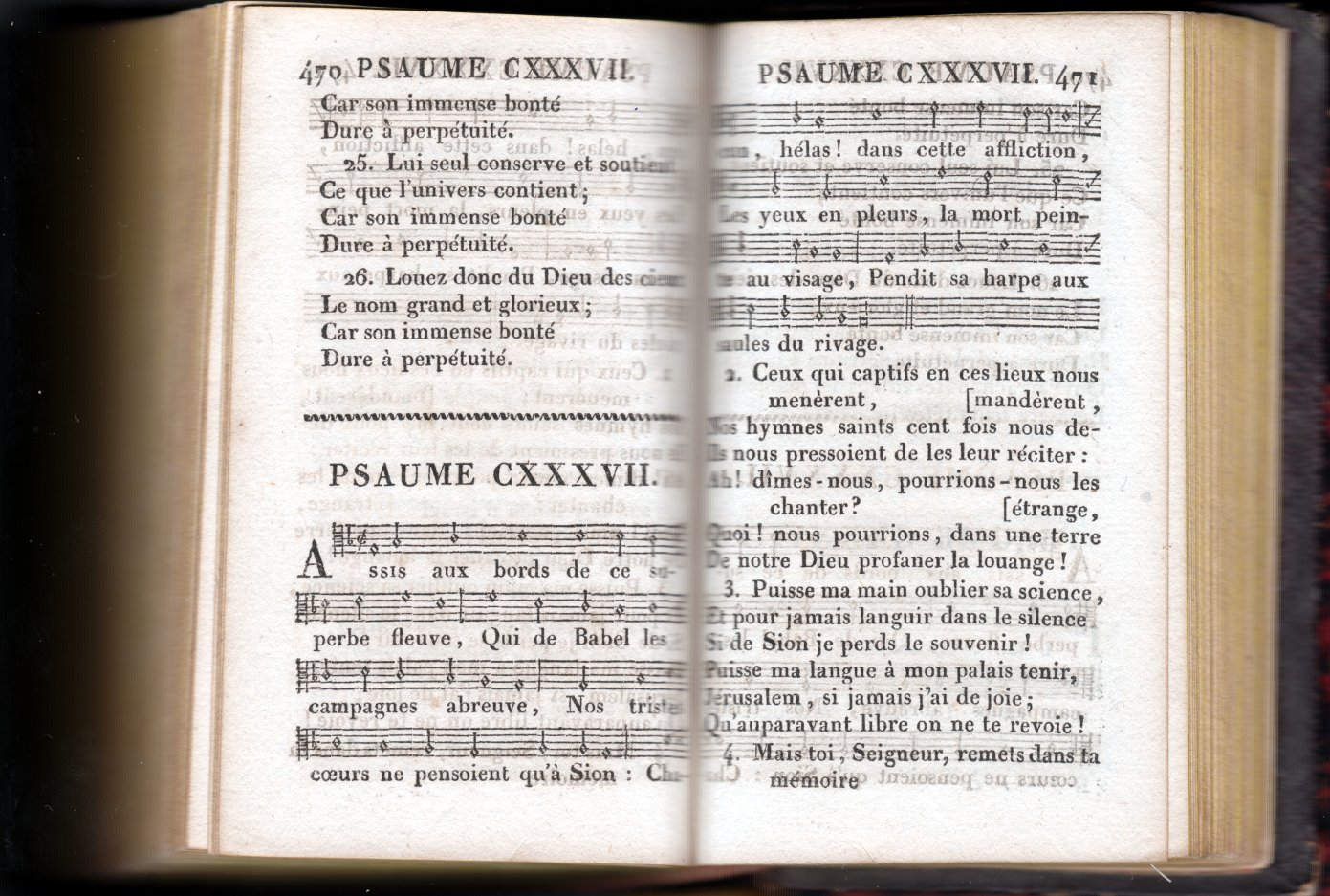
تم تعيين المزمور 137 للموسيقى في كتاب المزمور البروتستانتي الفرنسي لعام 1817

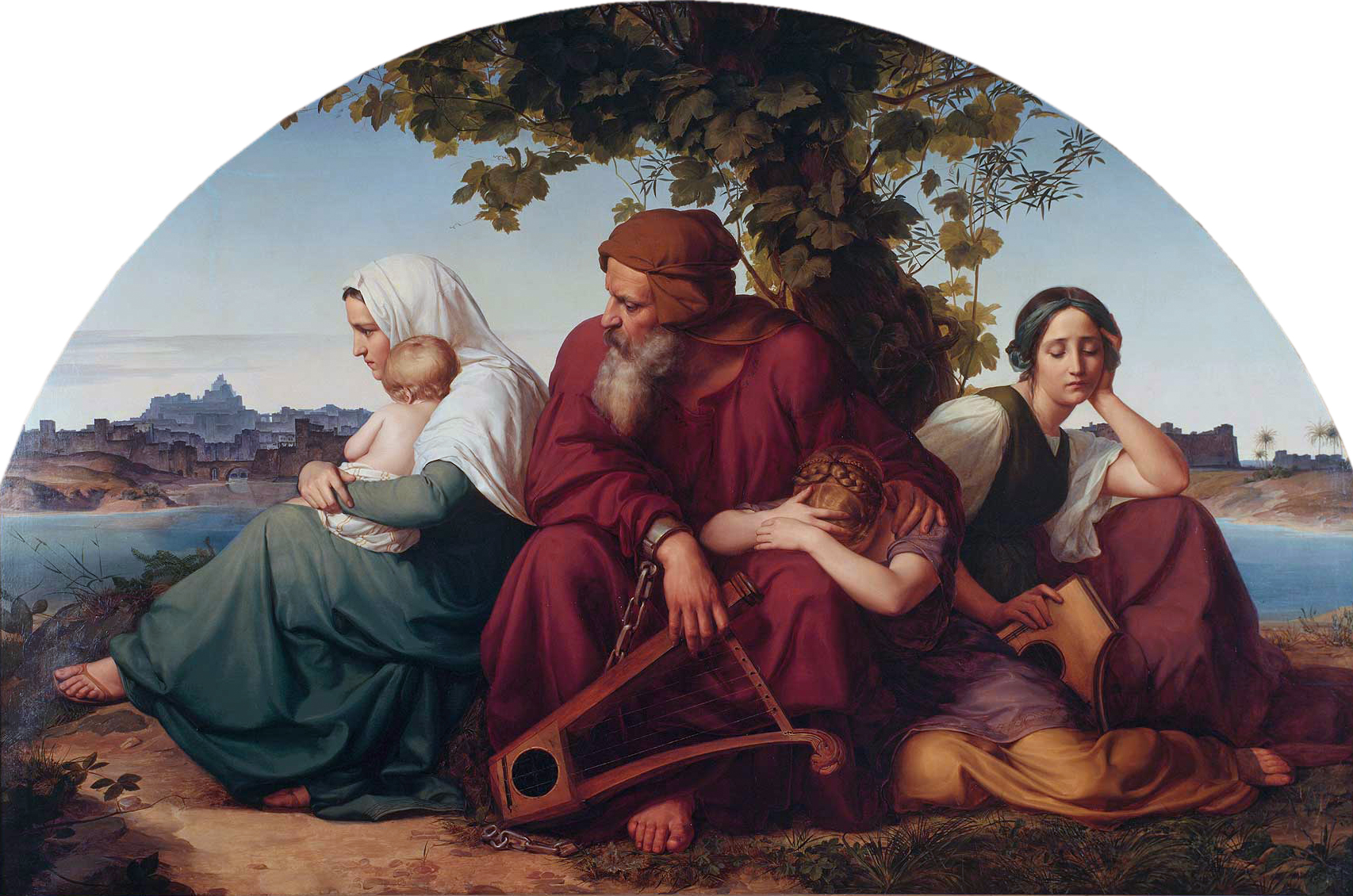
على أنهار بابل ، رسم إدوارد بندمان ،

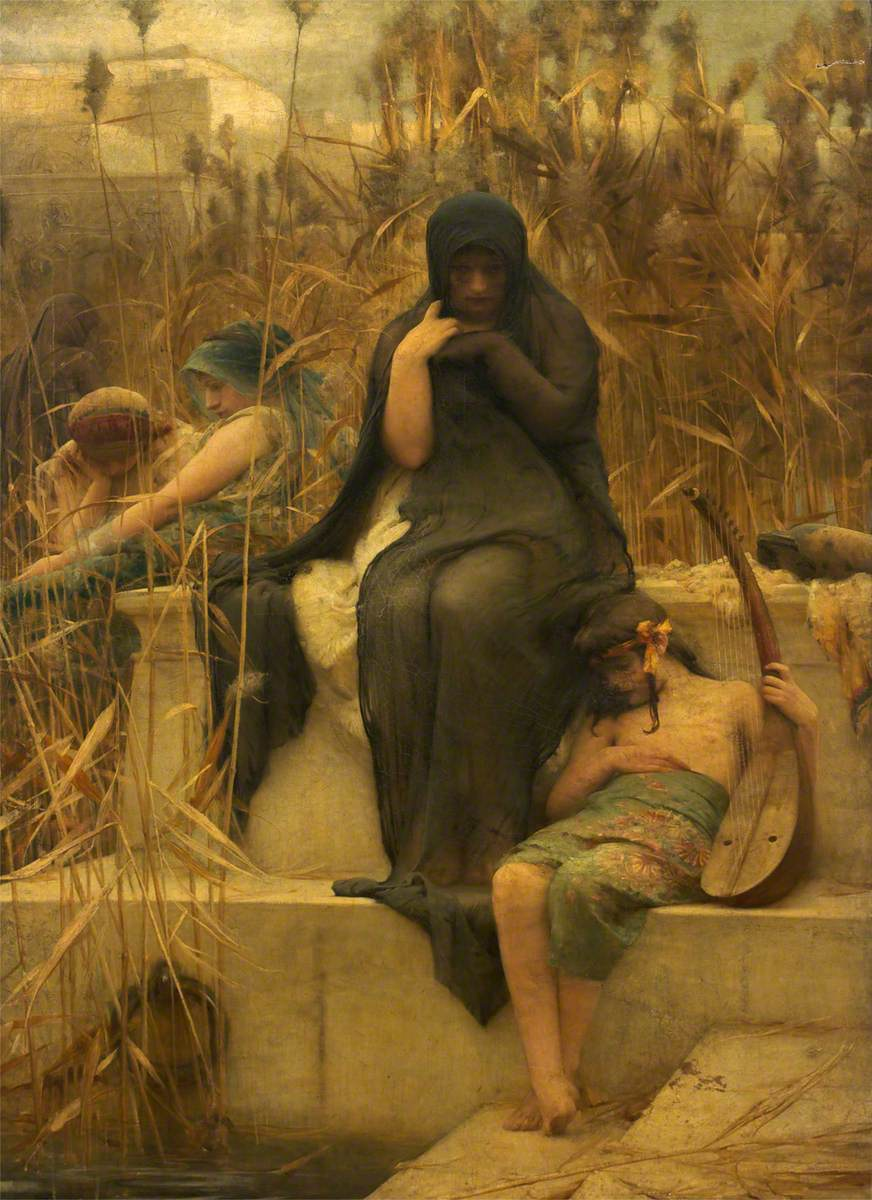
بجانب مياه بابل ، رسم آرثر هاكر ،

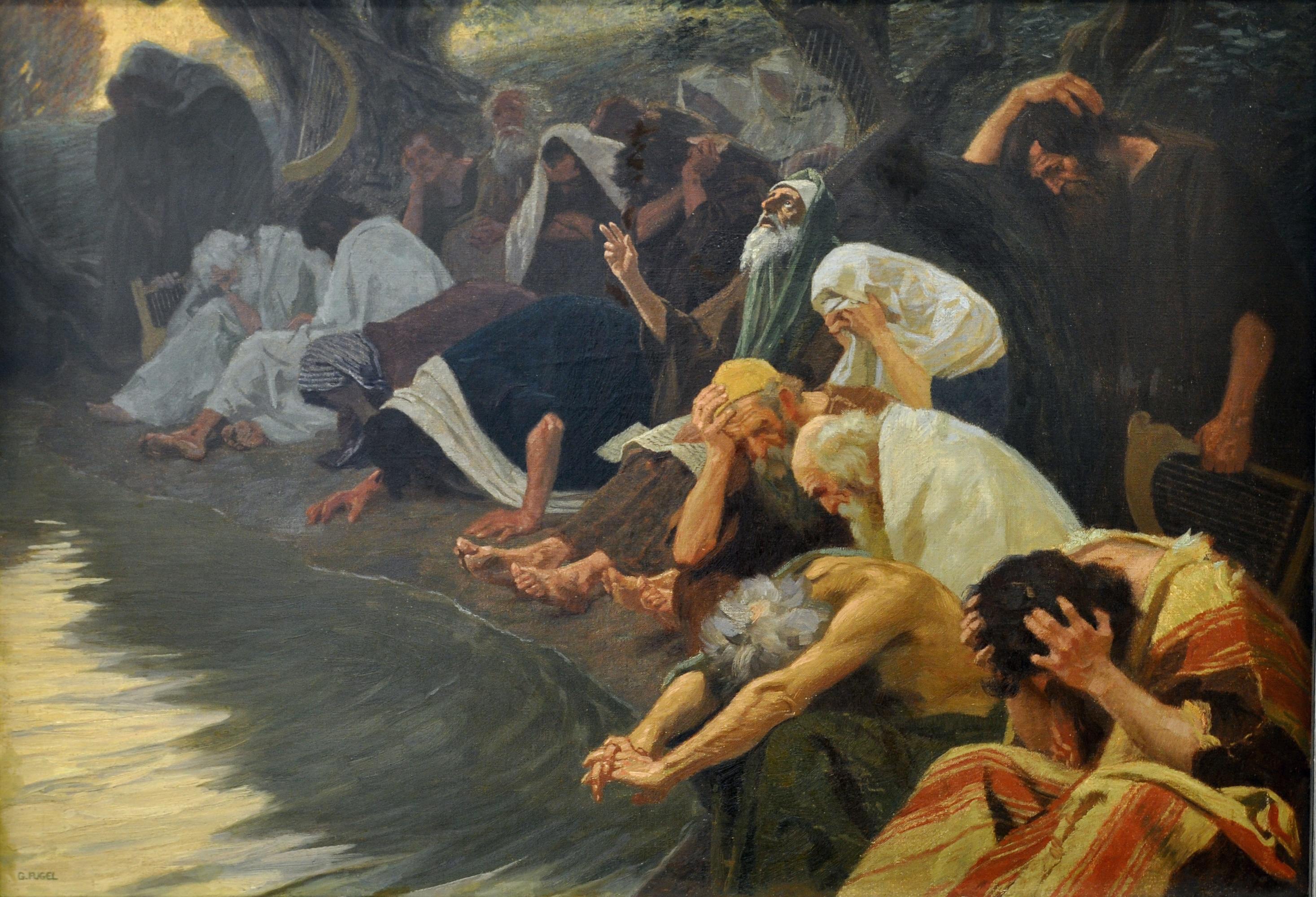
على أنهار بابل ، رسم جبهارد فوجل ،

تم تعيين المزمورللموسيقى من قبل العديد من الملحنين. تتجاهل العديد من الإعدادات الآية الأخيرة.ويعلق كاتب الترانيم جون إل. بيل جنبًا إلى جنب مع وضعه الخاص لهذا المزمور: «تم حذف الآية الأخيرة في هذا القياس، لأن لعنتها التي تبدوشائنة يتم التعامل معها بشكل أفضل في الوعظ أو المحادثة الجماعية.يجب ألا ننسى ذلك، وخاصة من قبل أولئك الذين لم يعرف المنفى والتشريد أو اغتصاب الناس والأرض».

### من القرن السادس عشر إلى القرن الثامن عشر
إعدادات اللاتينية («سوبر مسارب Babylonis»)، وأربعة أجزاء [موتتس] كانت تتألف من كوستنزو فيستا، نيكولاس غومبيرت،  جيوفاني بيار لويجي دا باليسترينا وأورلاندو Lassus . قام فيليب دي مونتي  وتوماس لويس دي فيكتوريا بتعيين النص لثمانية أجزاء. كتب هنري دومون إعدادات الباروك الفرنسية،[بحاجة لمصدر] Marc-Antoine Charpentier ، إعدادان، H.170 (1670) و H.171-H.171 a (؟ أواخر 1670)  وميشيل ريتشارد ديلالاند.
نُشر كتاب فولفغانغ داتشستين " An Wasserflüssen Babylon "، وهو عبارة عن إعادة صياغة ألمانية مقفى ووضع للمزمور، لأول مرة في عام 1525. سرعان ما تم تبنيها كترنيمة لوثرية، وظهرت في منشورات مثل Becker Psalter . توضح مخطوطة مكتوبة في أوائل القرن السابع عشر وطبعة ستينيات القرن السادس عشر أن نسخة داشستين من المزمور قد تم تبنيها في الثقافة الأشكنازية.  تنفيذ إعدادات الجوقة المكونة من أربعة أجزاء من ترنيمة داتشستين من قبل، من بين آخرين، يوهان هيرمان شاين  وهاينريش شوتز. كما وضع شوتز ترجمة لوثر النثرية للمزمور 137 ("An den Wassern zu Babel"، SWV 37، مشمول في Psalmen Davids ، مرجع سابق. 2، 1619). مؤلفات الأورغن المستندة إلى ترنيمة داتشستين تشمل يوهان آدم راينكين An Wasserflüssen Babylon ، وواحد من مقدمات الكورال الثمانية عشر العظيمة ليوهان سيباستيان باخ.
أول مقطوعة موسيقية في Meslanges de la musique لـ Eustache Du Caurroy ، والتي نُشرت في عام 1610، بعد عام من وفاة الملحن، هي "Le long des eaux، ou se bagne"، وهو إعداد من ستة أجزاء من Gilles Durant de la Bergerie العبارة المقتبسة من المزمور137. سالمون روسي (1570-1630) تحدد المزمور في العبرية (עַל נַהֲרוֹת בָּבֶל، آل naharot بافيل) لمدة أربعة أجزاء. لوحة ماثيو لوك Super flumina Babylonis هي إعداد ممتد للآيات التسعة الأولى من المزمور.   تم استخدام أول بيتين من المزمور لإعداد موسيقي في جولة بواسطة الملحن الإنجليزي فيليب هايز. ويليام بيلينجز بتعديل النص لوصف الاحتلال البريطاني لبوسطن في نشيده «الرثاء فوق بوسطن».  

### القرن ال 19
نُشر كتاب اللورد بايرون «جلسنا وبكينا على الماء»، وهو عبارة عن إعادة صياغة مزورة لمزمور 137، في الألحان العبرية عام 1815. قام بإعداد الشعر، من بين آخرين، إسحاق ناثان (1815) وصموئيل سيباستيان ويسلي (ق. 1834). ترجم القصيدة الفرنسية ألكسيس بولين باريس، والألمانية أدولف بوتجر. أ الترجمة الألمانية من قبل Franz Theremin [الإنجليزية] ، "An Babylons Wassern gefangen"، تم تعيينه بواسطة Carl Loewe (No. 2 من كتابه Hebräische Gesänge ، مرجع سابق. 4، 1823). تم تعيين ترجمة ألمانية أخرى بواسطة Ferruccio Busoni ("An Babylons Wassern wir Weinten" في Zwei hebräische Melodien von Lord Byron ، BV 202، 1884).
كان المزمور 137 مصدر إلهام لجوقة العبيد الشهيرة " Va، pensiero "من أوبرا جوزيبي فيردي نابوكو (1842). قطعة بيانو تشارلز فالنتين ألكان Super flumina Babylonis: إعادة صياغة ، مرجع سابق. 52 (1859)، موجود في النسخة المطبوعة مسبوقة بترجمة فرنسية للمزمور137. وضع شارل جونود "Près du fleuve étranger"، وهي إعادة صياغة فرنسية للمزمور، في عام 1861. في عام 1866 تم نشرهذا الإعداد مع النسخة النصية لهنري فارني، باسم «موجة بابل: المزمور CXXXVII».
في عام 1863، كتب غابرييل فوري أغنية Super Flumina Babylonis لجوقة وأوركسترا مختلطة.  أسس بيتر كورنيليوس موسيقى إعادة صياغته للمزمور 137، "An Babels Wasserflüssen"، مرجع سابق. 13 رقم 2 (1872)، على "Sarabande" من الجناح الإنجليزي الثالث لباخ. وضع الملحن التشيكي أنتونين دفوراك (1841-1904) الآيات 1-5 للموسيقى باعتبارها رقم 7 من أغانيه التوراتية (1894).

### القرنين العشرين والحادي والعشرين
تشمل إعدادات القرنين العشرين والحادي والعشرين التي تستند إلى المزمور137أ تشير إلى:
- Super flumina Babylonis (1916) للجوقة والأرغن المختلط، بواسطة Jules Van Nuffel .[29]
- في وليام والتون Belshazzar's Feast ، عام 1931 كانتاتا، تم تعيين نسخة من المقطع الافتتاحي على الموسيقى، كما لو غناها الأسرى الإسرائيليون في بابل.[4]
- المزامير الثاني لهاري بارتش (1901-1974) هو «بجانب أنهار بابل»، وقد سجله في عام 1942 في إصدار صوتي، وكروميلوديون، وفيولا معدلة.[4]
- إعداد إنجليزي («بجانب أنهار بابل») لديفيد عمرام (مواليد 1930)، لسوبرانو منفرد وجوقة SSAA (1969).[4][33][34] ]

«أنهار بابل»، التي تستند جزئيًا إلى الآيات الافتتاحية للمزمور، هي أغنية راستافارية كتبها وسجلها برنت داو وتريفور ماكنوتون من مجموعة الريغي الجامايكية The Melodians في عام 1970. وقد ظهرت في فيلم 1972 The Harder They تعال واشتهر من خلال العرض المنفرد عام 1978 من قبل Boney M. في عام 1992، أصدرت مجموعة موسيقى الروك / الريغي Sublime غلافًا حيًا للأغنية على 40 أونصة. إلى ألبوم Freedom . 
تم تعيين المزمور، مثل On the Willows ، في مسرحية Godspell الموسيقية لستيفن شوارتز برودواي (1971).
غطى دون ماكلين جولة هايز باسم «بابل»، والتي كانت المسار الأخير في ألبومه عام 1971 فطيرة أمريكية . ظهر غلاف آخر للجولة في نهاية حلقة بابل خلال الموسم الأول من Mad Men . 
قام الملحن الإستوني Arvo Pärt بتأليف An den Wassern zu Babel saßen wir und Weinten في عام 1976 (تمت مراجعته عام 1984).
في عام 1981، قام هربرت سامسون بتأليف «في المنفى» ، وهو عبارة عن شعار لجوقة مزدوجة في الآيات من 1 إلى 6، وقد عُرض لأول مرة في كاتدرائية جلوستر.
كان مصدر إلهام لـ "By the Rivers Dark" ليونارد كوهين في ألبومه Ten New Songs 2001.
المزمور 137: 5-6 هو أساس جوقة أغنية «أورشليم» المنفردة لماتيسياهو (2006). 
المزمور 137 هو النص المركزي لكتاب جون تافنر «رثاء القدس - أغنية حب صوفية».
أسس الفنان فرناندو أورتيجا أغنية «مدينة الأحزان» على المزمور 137.  
"I Hung My Harp Upon the Willows" هي أغنية من تأليف The Trashcan Sinatras عن الشاعر روبرت بيرنز.  
```
تمت الإشارة إليه في فيلم The Mountain Goats «15 سبتمبر 1983» من Heretic Pride .  
]
[
 
ذات صلة؟
 
[
 
ذات صلة؟
 
```